# Сосна тропічна
{{#ifeq:0|0|{{#if:|{{#if:Pinustropicalis|[[]}}|}}}}
Pinus tropicalis (Сосна тропічна) — вид дерев роду сосна родини соснових.

## Опис
Дерево до 30 м у висоту, з тонким круглим стовбуром. Гілки товсті, від розлогих до висхідних. Кора молодих дерев і гілок лускоподібна, червоно-коричневого до сірого кольору, з віком стає товстою, грубою, лускатішою, розділена глибокими поздовжніми тріщинами. Пагони оранжево-коричневі в 1-й і 2-й рік, виробляють один вузол на рік. Голки зібрані в пучки по 2 (рідко 3), прямі і жорсткі, (15)20—30 см × 1,5 мм, гострі, світло- або жовто-зелені, зберігаються до 2-х років. Пилкові шишечки розташовані по 20–30 при основі останнього річного приросту, довгасті до циліндричних, діаметром 5 мм. Шишки субтермінальні, розміщені вертикально на коротких товстих квітконосах, поодинокі, в парах або обороті до 6-ти. Незрілі шишки вузько яйцеподібні, 10 × 5–7 мм, пурпурово-червоні, з терміном дозрівання два роки. Зрілі шишки яйцеподібні, з плоским вершком, то 5–8 × 4–5,5 см у відкритому стані, зберігаються на гілках кілька років. Насіннєвих лусок 100—120, вони прямо або сильно відігнуті, темно-коричневі. Апофіз плоский або злегка піднятий, до 12 мм. Насінини косо яйцеподібні, злегка сплюснуті, 5 × 4 мм, світло-сіро-коричневого кольору.

## Поширення
Країни зростання: Куба. Більший ареал на заході країни.

## Фотогалерея

Крона
Стовбур
Шишки

| Соснові | Це незавершена стаття про родину соснові. Ви можете допомогти проєкту, виправивши або дописавши її. |